# Liste der Nummer-eins-Hits in Finnland (1993)
Dies ist eine Liste der Nummer-eins-Hits in Finnland im Jahr 1993. Sie basiert auf den offiziellen Single Top und den Album Top, die im Auftrag von Musiikkituottajat, der finnischen Landesgruppe der IFPI, erstellt werden.

## Singles
| | Liste der Nummer-eins-Hits in Finnland | Liste der Nummer-eins-Hits in Finnland | Liste der Nummer-eins-Hits in Finnland | 1994 →                                            |
| \| Zeitraum \| Wo. ges. \| Interpret \| Titel Autor(en) \| Zusätzliche Informationen \| \| (Zeitraum, Wochen auf Platz eins, Interpret, Titel, Autor[en], zusätzliche Informationen) \| \| \| \| \| \| ----------------------------------------------------------------------------------------- \| -------- \| ------------------------- \| -------------------------------------------------------------------------------------------------------------------------------------------- \| ------------------------------------------------- \| \| 21. Dezember 1992 – 6. Januar 1993 2 Wochen \| 2 \| Colours \| Help Us Back Home Sarajevo \| – \| \| 7. Januar 1993 – 20. Januar 1993 2 Wochen \| 2 \| Klamydia \| Lahja \| – \| \| 21. Januar 1993 – 17. Februar 1993 4 Wochen \| 4 \| 2 Unlimited \| No Limit Musik: Jean-Paul Coster, Phil Wilde; Text: Anita D. Dels, Raymond Slijngaard \| – \| \| 18. Februar 1993 – 3. März 1993 2 Wochen \| 2 \| Depeche Mode \| I Feel You Martin Lee Gore \| – \| \| 4. März 1993 – 17. März 1993 2 Wochen \| 2 \| Metallica \| Sad but True James Hetfield, Lars Ulrich \| – \| \| 18. März 1993 – 31. März 1993 2 Wochen \| 2 \| Haddaway \| What Is Love Musik: Dee Dee Halligan; Text: Junior Torello \| – \| \| 1. April 1992 – 14. April 1992 2 Wochen \| 2 \| Kolmas Nainen \| Onpa kadulla mittaa \| – \| \| 15. April 1992 – 28. April 1992 2 Wochen \| 2 \| Madonna \| Fever Eddie Cooley, John Davenport, Peggy Lee \| – \| \| 29. April 1993 – 12. Mai 1993 2 Wochen \| 2 \| Snow \| Informer Shawn Leigh Moltke, Darrin Kenneth O’Brien, Edmond Daryll Leary, Michael L. Grier \| – \| \| 13. Mai 1993 – 22. Juni 1993 6 Wochen \| 6 \| 2 Unlimited \| Tribal Dance Musik: Filip De Wilde, Filip Martens; Text: Raymond L. Slijngaard, Xavier Clayton \| – \| \| 23. Juni 1993 – 21. Juli 1993 4 Wochen \| 4 \| UB40 \| (Can’t Help) Falling in Love with You Luigi Creatore, Hugo E. Peretti, George David Weiss \| Im Original für Elvis Presley (1961) geschrieben. \| \| 22. Juli 1993 – 4. August 1993 2 Wochen (insgesamt 4) \| 4 \| Culture Beat \| Mr. Vain Musik: Nosie Katzmann, Stephan Zick; Text: Nosie Katzmann, Jay Supreme \| – \| \| 5. August 1993 – 17. August 1993 2 Wochen \| 2 \| Haddaway \| Life Dee Dee Halligan, Junior Torello \| – \| \| 18. August 1993 – 1. September 1993 2 Wochen (insgesamt 4) \| 4 \| Culture Beat \| Mr. Vain Musik: Nosie Katzmann, Stephan Zick; Text: Nosie Katzmann, Jay Supreme \| – \| \| 2. September 1993 – 16. September 1993 2 Wochen \| 2 \| DJ BoBo \| Keep On Dancing! Gutze Gautschi, René Baumann Mark Wyss, Daniel Peyer, \| – \| \| 16. September 1993 – 29. September 1993 2 Wochen (insgesamt 4) \| 4 \| Culture Beat \| Got to Get It Nosie Katzmann, Jay Supreme, Torsten Fenslau, Peter Zweier \| – \| \| 30. September 1993 – 13. Oktober 1993 2 Wochen \| 2 \| Pet Shop Boys \| Go West Musik: Jacques Morali; Text: Henri Belolo \| – \| \| 14. Oktober 1993 – 27. Oktober 1993 2 Wochen \| 2 \| Frankie Goes to Hollywood \| Relax Musik: Peter Gill, William Johnson, Mark William O’Toole; Text: William Johnson \| – \| \| 28. Oktober 1994 – 9. November 1994 2 Wochen \| 2 \| Cappella \| U Got 2 Let the Music Gianfranco Bortolotti, Antonio Puntillo, Pierre Feroldi, Roberto Arduini, Steven Zucchini \| – \| \| 8. November 1993 – 24. November 1993 2 Wochen (insgesamt 4) \| 4 \| Culture Beat \| Got to Get It Nosie Katzmann, Jay Supreme, Torsten Fenslau, Peter Zweier \| – \| \| 25. November 1993 – 8. Dezember 1993 2 Wochen (insgesamt 5) \| 5 \| Ace of Base \| The Sign Musik: Ulf Gunnar Ekberg, Malin Sofia Katarina Berggren, Jonas Petter Berggren, Jenny Cecilia Berggren; Text: Jonas Petter Berggren \| – \| \| 9. Dezember 1993 – 22. Dezember 1993 2 Wochen \| 2 \| 2 Unlimited \| No Limit Musik: Phil Wilde, Filip Martens; Text: Raymond Slijngaard, Anita D. Dels \| – \| \| 23. Dezember 1993 – 14. Januar 1994 3 Wochen (insgesamt 5) \| 5 \| Ace of Base \| The Sign Musik: Ulf Gunnar Ekberg, Malin Sofia Katarina Berggren, Jonas Petter Berggren, Jenny Cecilia Berggren; Text: Jonas Petter Berggren \| – \| |                                        |                                        | |                                                   |
| |                                        |                                        | | → 1994 →                                          |
| Zeitraum | Wo. ges.                               | Interpret                              | Titel Autor(en) | Zusätzliche Informationen                         |
| (Zeitraum, Wochen auf Platz eins, Interpret, Titel, Autor[en], zusätzliche Informationen) |                                        |                                        | |                                                   |
| 21. Dezember 1992 – 6. Januar 1993 2 Wochen | 2                                      | Colours                                | Help Us Back Home Sarajevo | –                                                 |
| 7. Januar 1993 – 20. Januar 1993 2 Wochen | 2                                      | Klamydia                               | Lahja | –                                                 |
| 21. Januar 1993 – 17. Februar 1993 4 Wochen | 4                                      | 2 Unlimited                            | No Limit Musik: Jean-Paul Coster, Phil Wilde; Text: Anita D. Dels, Raymond Slijngaard                                                        | –                                                 |
| 18. Februar 1993 – 3. März 1993 2 Wochen | 2                                      | Depeche Mode                           | I Feel You Martin Lee Gore | –                                                 |
| 4. März 1993 – 17. März 1993 2 Wochen | 2                                      | Metallica                              | Sad but True James Hetfield, Lars Ulrich | –                                                 |
| 18. März 1993 – 31. März 1993 2 Wochen | 2                                      | Haddaway                               | What Is Love Musik: Dee Dee Halligan; Text: Junior Torello                                                                                   | –                                                 |
| 1. April 1992 – 14. April 1992 2 Wochen | 2                                      | Kolmas Nainen                          | Onpa kadulla mittaa | –                                                 |
| 15. April 1992 – 28. April 1992 2 Wochen | 2                                      | Madonna                                | Fever Eddie Cooley, John Davenport, Peggy Lee                                                                                                | –                                                 |
| 29. April 1993 – 12. Mai 1993 2 Wochen | 2                                      | Snow                                   | Informer Shawn Leigh Moltke, Darrin Kenneth O’Brien, Edmond Daryll Leary, Michael L. Grier                                                   | –                                                 |
| 13. Mai 1993 – 22. Juni 1993 6 Wochen | 6                                      | 2 Unlimited                            | Tribal Dance Musik: Filip De Wilde, Filip Martens; Text: Raymond L. Slijngaard, Xavier Clayton                                               | –                                                 |
| 23. Juni 1993 – 21. Juli 1993 4 Wochen | 4                                      | UB40                                   | (Can’t Help) Falling in Love with You Luigi Creatore, Hugo E. Peretti, George David Weiss                                                    | Im Original für Elvis Presley (1961) geschrieben. |
| 22. Juli 1993 – 4. August 1993 2 Wochen (insgesamt 4) | 4                                      | Culture Beat                           | Mr. Vain Musik: Nosie Katzmann, Stephan Zick; Text: Nosie Katzmann, Jay Supreme                                                              | –                                                 |
| 5. August 1993 – 17. August 1993 2 Wochen | 2                                      | Haddaway                               | Life Dee Dee Halligan, Junior Torello | –                                                 |
| 18. August 1993 – 1. September 1993 2 Wochen (insgesamt 4) | 4                                      | Culture Beat                           | Mr. Vain Musik: Nosie Katzmann, Stephan Zick; Text: Nosie Katzmann, Jay Supreme                                                              | –                                                 |
| 2. September 1993 – 16. September 1993 2 Wochen | 2                                      | DJ BoBo                                | Keep On Dancing! Gutze Gautschi, René Baumann Mark Wyss, Daniel Peyer,                                                                       | –                                                 |
| 16. September 1993 – 29. September 1993 2 Wochen (insgesamt 4) | 4                                      | Culture Beat                           | Got to Get It Nosie Katzmann, Jay Supreme, Torsten Fenslau, Peter Zweier                                                                     | –                                                 |
| 30. September 1993 – 13. Oktober 1993 2 Wochen | 2                                      | Pet Shop Boys                          | Go West Musik: Jacques Morali; Text: Henri Belolo                                                                                            | –                                                 |
| 14. Oktober 1993 – 27. Oktober 1993 2 Wochen | 2                                      | Frankie Goes to Hollywood              | Relax Musik: Peter Gill, William Johnson, Mark William O’Toole; Text: William Johnson                                                        | –                                                 |
| 28. Oktober 1994 – 9. November 1994 2 Wochen | 2                                      | Cappella                               | U Got 2 Let the Music Gianfranco Bortolotti, Antonio Puntillo, Pierre Feroldi, Roberto Arduini, Steven Zucchini                              | –                                                 |
| 8. November 1993 – 24. November 1993 2 Wochen (insgesamt 4) | 4                                      | Culture Beat                           | Got to Get It Nosie Katzmann, Jay Supreme, Torsten Fenslau, Peter Zweier                                                                     | –                                                 |
| 25. November 1993 – 8. Dezember 1993 2 Wochen (insgesamt 5) | 5                                      | Ace of Base                            | The Sign Musik: Ulf Gunnar Ekberg, Malin Sofia Katarina Berggren, Jonas Petter Berggren, Jenny Cecilia Berggren; Text: Jonas Petter Berggren | –                                                 |
| 9. Dezember 1993 – 22. Dezember 1993 2 Wochen | 2                                      | 2 Unlimited                            | No Limit Musik: Phil Wilde, Filip Martens; Text: Raymond Slijngaard, Anita D. Dels                                                           | –                                                 |
| 23. Dezember 1993 – 14. Januar 1994 3 Wochen (insgesamt 5) | 5                                      | Ace of Base                            | The Sign Musik: Ulf Gunnar Ekberg, Malin Sofia Katarina Berggren, Jonas Petter Berggren, Jenny Cecilia Berggren; Text: Jonas Petter Berggren | –                                                 |

## Alben
| | Liste der Nummer-eins-Hits in Finnland | Liste der Nummer-eins-Hits in Finnland | Liste der Nummer-eins-Hits in Finnland | 1994 →                    |
| \| Zeitraum \| Wo. ges. \| Interpret \| Titel \| Zusätzliche Informationen \| \| (Zeitraum, Wochen auf Platz eins, Interpret, Titel, zusätzliche Informationen) \| \| \| \| \| \| ------------------------------------------------------------------------------ \| -------- \| -------------------------- \| --------------------------- \| ------------------------- \| \| 21. Dezember 1992 – 20. Januar 1993 4 Wochen \| 4 \| Neon 2 \| Polku \| - \| \| 21. Januar 1993 – 3. Februar 1993 2 Wochen \| 2 \| (Soundtrack) \| The Bodyguard \| – \| \| 4. Februar 1993 – 3. März 1993 4 Wochen \| 4 \| Boney M. \| Gold - 20 Super Hits \| – \| \| 5. März 1993 – 17. März 1993 2 Wochen \| 2 \| East 17 \| Walthamstow \| – \| \| 1. April 1993 – 14. April 1993 2 Wochen \| 2 \| Depeche Mode \| Songs of Faith and Devotion \| – \| \| 15. April 1993 – 28. April 1993 2 Wochen \| 2 \| Coverdale/Page \| Coverdale/Page \| – \| \| 29. April 1993 – 12. Mai 1993 2 Wochen \| 2 \| Aerosmith \| Get a Grip \| – \| \| 13. Mai 1993 – 26. Mai 1993 2 Wochen (insgesamt 4) \| 4 \| 2 Unlimited \| No Limits \| – \| \| 27. Mai 1993 – 9. Juni 1993 2 Wochen \| 2 \| Eppu Normaali \| Studio Etana \| – \| \| 10. Juni 1993 – 22. Juni 1993 2 Wochen (insgesamt 4) \| 4 \| 2 Unlimited \| No Limits \| – \| \| 23. Juni 1993 – 8. Juli 1993 2 Wochen \| 2 \| (Verschiedene Interpreten) \| Hitti Buumi \| – \| \| 9. Juli 1993 – 18. August 1993 6 Wochen \| 6 \| U2 \| Zooropa \| – \| \| 19. August 1984 – 29. September 1984 6 Wochen \| 6 \| Verschiedene Interpreten \| Blue Moon \| – \| \| 30. September 1993 – 13. Oktober 1993 2 Wochen \| 2 \| Haddaway \| Haddaway - The Album \| – \| \| 14. Oktober 1993 – 27. Oktober 1993 2 Wochen \| 2 \| Pet Shop Boys \| Very \| – \| \| 28. Oktober 1993 – 7. Dezember 1993 6 Wochen \| 6 \| Neljä Ruusua \| Pop-uskonto \| – \| \| 8. Dezember 1993 – 23. Dezember 1993 2 Wochen \| 2 \| Guns n’ Roses \| The Spaghetti Incident? \| – \| \| 23. Dezember 1993 – 21. Januar 1994 4 Wochen \| 4 \| Bryan Adams \| So Far So Good \| – \| |                                        |                                        |                                        |                           |
| |                                        |                                        |                                        | → 1994 →                  |
| Zeitraum | Wo. ges.                               | Interpret                              | Titel                                  | Zusätzliche Informationen |
| (Zeitraum, Wochen auf Platz eins, Interpret, Titel, zusätzliche Informationen) |                                        |                                        |                                        |                           |
| 21. Dezember 1992 – 20. Januar 1993 4 Wochen | 4                                      | Neon 2                                 | Polku                                  | -                         |
| 21. Januar 1993 – 3. Februar 1993 2 Wochen | 2                                      | (Soundtrack)                           | The Bodyguard                          | –                         |
| 4. Februar 1993 – 3. März 1993 4 Wochen | 4                                      | Boney M.                               | Gold - 20 Super Hits                   | –                         |
| 5. März 1993 – 17. März 1993 2 Wochen | 2                                      | East 17                                | Walthamstow                            | –                         |
| 1. April 1993 – 14. April 1993 2 Wochen | 2                                      | Depeche Mode                           | Songs of Faith and Devotion            | –                         |
| 15. April 1993 – 28. April 1993 2 Wochen | 2                                      | Coverdale/Page                         | Coverdale/Page                         | –                         |
| 29. April 1993 – 12. Mai 1993 2 Wochen | 2                                      | Aerosmith                              | Get a Grip                             | –                         |
| 13. Mai 1993 – 26. Mai 1993 2 Wochen (insgesamt 4) | 4                                      | 2 Unlimited                            | No Limits                              | –                         |
| 27. Mai 1993 – 9. Juni 1993 2 Wochen | 2                                      | Eppu Normaali                          | Studio Etana                           | –                         |
| 10. Juni 1993 – 22. Juni 1993 2 Wochen (insgesamt 4) | 4                                      | 2 Unlimited                            | No Limits                              | –                         |
| 23. Juni 1993 – 8. Juli 1993 2 Wochen | 2                                      | (Verschiedene Interpreten)             | Hitti Buumi                            | –                         |
| 9. Juli 1993 – 18. August 1993 6 Wochen | 6                                      | U2                                     | Zooropa                                | –                         |
| 19. August 1984 – 29. September 1984 6 Wochen | 6                                      | Verschiedene Interpreten               | Blue Moon                              | –                         |
| 30. September 1993 – 13. Oktober 1993 2 Wochen | 2                                      | Haddaway                               | Haddaway - The Album                   | –                         |
| 14. Oktober 1993 – 27. Oktober 1993 2 Wochen | 2                                      | Pet Shop Boys                          | Very                                   | –                         |
| 28. Oktober 1993 – 7. Dezember 1993 6 Wochen | 6                                      | Neljä Ruusua                           | Pop-uskonto                            | –                         |
| 8. Dezember 1993 – 23. Dezember 1993 2 Wochen | 2                                      | Guns n’ Roses                          | The Spaghetti Incident?                | –                         |
| 23. Dezember 1993 – 21. Januar 1994 4 Wochen | 4                                      | Bryan Adams                            | So Far So Good                         | –                         |

Siehe auch: Nummer-eins-Hits 1993 in  Australien, Belgien, Dänemark, Deutschland, Frankreich, Irland, Italien, Japan, Kanada, Neuseeland, den Niederlanden, Norwegen, Österreich, Schweden, der Schweiz, Spanien, Ungarn, den Vereinigten Staaten und im Vereinigten Königreich.